# Estación de Móstoles
Móstoles es una estación de la línea C-5 de Cercanías Madrid y Móstoles Central es una estación de la línea 12 del Metro de Madrid. Ambas forman un intercambiador multimodal situado junto al Paseo de la Estación, al oeste del centro de Móstoles.

## Situación ferroviaria
La estación forma parte del trazado de la línea férrea de ancho ibérico Móstoles-Parla, punto kilométrico 18,8.

## Historia
La estación de metro se abrió al público el 11 de abril de 2003 al igual que el resto de la línea.
Existía ferrocarril en Móstoles desde la apertura de la línea de vía estrecha Madrid-Almorox, que fue cerrada en los años 70 para ser sustituida en buena parte de su trazado por una línea de ancho ibérico que formaría parte desde 1980 de la red de Cercanías Madrid, incluyendo una estación en Móstoles situada junto al Paseo de la Estación, cerca de la Avenida de Portugal, al oeste del centro urbano.
La estación de metro abrió al público en abril de 2003 como parte de la línea 12, más conocida como "Metrosur". A pesar del adjetivo central no se encuentra en el centro urbano del municipio, sigue el criterio adoptado para la denominación de las estaciones de la línea que tienen correspondencia con las cinco de Cercanías Madrid más próximas a los centros urbanos de las localidades por las que discurre el trazado de la línea.
Tras abrir al público la línea 12 del Metro de Madrid, con una estación subterránea bajo la estación de Móstoles, se creó un intercambiador multimodal cercanías-metro-autobús. De las líneas de autobuses que prestan servicio en los alrededores de la estación, siete tienen su cabecera en ella, 5 interurbanas y 2 urbanas.
En 2008 comenzó la construcción de una nueva estación subterránea, cabecera de la nueva línea ferroviaria autonómica Móstoles-Navalcarnero, que daría servicio también a la zona de Parque Coímbra. Sin embargo, la escasa viabilidad económica que la concesionaria del proyecto, la contructora OHL, calculó una vez ya iniciada las obras, llevó a que desde enero de 2010 las obras se fueran ralentizando y a que en enero de 2012 la constructora paralizara las obras de forma indefinida, habiendo realizado una inversión de cerca de 130 millones de euros sobre los 362 en que se presupuestó. Desde 2013 se está buscando una solución al proyecto, como la unión de la línea a la línea C-5 de Cercanías, obteniéndose como único avance un convenio que ha sido firmado entre el Ayuntamiento de Móstoles, el Ayuntamiento de Navalcarnero, la Comunidad de Madrid y el Ministerio de Fomento para buscar una solución viable al proyecto.
Desde el 21 de junio de 2014, la estación de Metro permaneció cerrada por las obras de mejora de las instalaciones entre las estaciones de Universidad Rey Juan Carlos y Hospital de Móstoles. El motivo de estas obras fue la modernización y mejora de la plataforma de la vía, con la sustitución de tacos, inyecciones, zanjas transversales y ensanche de canal. El servicio se restableció el 5 de julio de 2014.
Desde el 20 de junio de 2015, la estación de Metro vuelve a permanecer cerrada por obras de mejora de las instalaciones entre las estaciones de Universidad Rey Juan Carlos y Loranca. Existió un servicio especial de autobuses, que sustituye el servicio prestado por Metro de Madrid: el SE3 (Universidad Rey Juan Carlos - Loranca), que realizaba parada en la calle de Echegaray. El servicio se restableció el 6 de septiembre de 2015.

## Accesos
Vestíbulo Móstoles Central
- Paseo de la Estación Pº Estación s/n
- Ascensor Pº Estación s/n
- Renfe Nivel -1 a la altura de la cancela de Metro

## Líneas y conexiones

### Metro
| << cabecera | < estación                  | línea | estación > | cabecera >> |
| ----------- | --------------------------- | ----- | ---------- | ----------- |
| circular    | Universidad Rey Juan Carlos |       | Pradillo   | circular    |

### Cercanías
| procedencia/destino   | < estación  | Línea | estación >       | destino/procedencia |
| --------------------- | ----------- | ----- | ---------------- | ------------------- |
| Humanes / Fuenlabrada | Las Retamas |       | Móstoles-El Soto | Móstoles-El Soto    |

### Autobuses
| Diurnos |                          |                                                                        |               |
| Línea   | Destino                  | Parada                                                                 | Operador      |
| 1       | Las Cumbres              | 08605 Av. Portugal-Est. Móstoles Central (N.º 24) (dirección Alcorcón) | Arriva Madrid |
| 4       | Móstoles Sur             | 08605 Av. Portugal-Est. Móstoles Central (N.º 24) (dirección Alcorcón) | Arriva Madrid |
| 4       | Hospital Rey Juan Carlos | 18842 Fátima-Echegaray                                                 | Arriva Madrid |
| 5       | Urb. Parque Coimbra      | 19273 Av. Portugal-Est. Móstoles Central (N.º 26)                      | Arriva Madrid |

| Diurnos                                               |                                           |                                                                            |               |
| Autobuses con cabecera en Móstoles Central            |                                           |                                                                            |               |
| Línea                                                 | Destino                                   | Parada                                                                     | Operador      |
| 498A                                                  | Arroyomolinos (Parque de Nieve)           | 19274 Av. Portugal-Est. Móstoles Central (N.º 26)                          | Martín, S.A.  |
| 499                                                   | Arroyomolinos                             | 19274 Av. Portugal-Est. Móstoles Central (N.º 26)                          | Martín, S.A.  |
| 519                                                   | Villaviciosa de Odón (El Bosque)          | 19274 Av. Portugal-Est. Móstoles Central (N.º 26)                          | Arriva Madrid |
| 527                                                   | Fuenlabrada (Loranca)                     | 08604 Pº Goya-Av. Portugal (N.º 3)                                         | Arriva Madrid |
| Autobuses pasantes en Móstoles Central                |                                           |                                                                            |               |
| Línea                                                 | Destino                                   | Parada                                                                     | Operador      |
| 526                                                   | Móstoles (por FFCC)                       | 08605 Av. Portugal-Est. Móstoles Central (N.º 24) (dirección Alcorcón)     | Arriva Madrid |
| 529                                                   | Móstoles (Hospital Rey Juan Carlos)       | 19275 Av. Portugal-Est. Móstoles Central (s/n)                             | Arriva Madrid |
| 529A                                                  | Móstoles (Hospital Rey Juan Carlos)       | 19275 Av. Portugal-Est. Móstoles Central (s/n)                             | Arriva Madrid |
| 529H                                                  | Móstoles (Hospital Rey Juan Carlos)       | 19275 Av. Portugal-Est. Móstoles Central (s/n)                             | Arriva Madrid |
| 531                                                   | Móstoles (Hospital Rey Juan Carlos)       | 19275 Av. Portugal-Est. Móstoles Central (s/n)                             | Arriva Madrid |
| 531A                                                  | Móstoles (Hospital Rey Juan Carlos)       | 19275 Av. Portugal-Est. Móstoles Central (s/n)                             | Arriva Madrid |
| 535                                                   | Alcorcón (Alcorcón Central)               | 19275 Av. Portugal-Est. Móstoles Central (s/n)                             | CEVESA        |
| 541                                                   | Madrid (Príncipe Pío)                     | 19275 Av. Portugal-Est. Móstoles Central (s/n)                             | Interbus      |
| 545                                                   | Madrid (Príncipe Pío)                     | 19275 Av. Portugal-Est. Móstoles Central (s/n)                             | Interbus      |
| 546                                                   | Madrid (Príncipe Pío)                     | 19275 Av. Portugal-Est. Móstoles Central (s/n)                             | Interbus      |
| 547                                                   | Madrid (Príncipe Pío)                     | 19275 Av. Portugal-Est. Móstoles Central (s/n)                             | Interbus      |
| 548                                                   | Madrid (Príncipe Pío)                     | 19275 Av. Portugal-Est. Móstoles Central (s/n)                             | Interbus      |
| 526                                                   | Fuenlabrada                               | 08604 Pº Goya-Av. Portugal (N.º 3)                                         | Arriva Madrid |
| 529                                                   | Navalcarnero - El Álamo                   | 17099 Av. Portugal-Est. Móstoles Central (N.º 24) (dirección Navalcarnero) | Arriva Madrid |
| 529A                                                  | Navalcarnero - Batres                     | 17099 Av. Portugal-Est. Móstoles Central (N.º 24) (dirección Navalcarnero) | Arriva Madrid |
| 529H                                                  | Navalcarnero                              | 17099 Av. Portugal-Est. Móstoles Central (N.º 24) (dirección Navalcarnero) | Arriva Madrid |
| 531                                                   | Navalcarnero - Sevilla la Nueva           | 17099 Av. Portugal-Est. Móstoles Central (N.º 24) (dirección Navalcarnero) | Arriva Madrid |
| 531A                                                  | Navalcarnero - Villamantilla              | 17099 Av. Portugal-Est. Móstoles Central (N.º 24) (dirección Navalcarnero) | Arriva Madrid |
| 535                                                   | Urbanización Calypo-Fado                  | 17099 Av. Portugal-Est. Móstoles Central (N.º 24) (dirección Navalcarnero) | CEVESA        |
| 541                                                   | Villamanta - La Torre de Esteban Hambrán  | 17099 Av. Portugal-Est. Móstoles Central (N.º 24) (dirección Navalcarnero) | Interbus      |
| 545                                                   | Cenicientos - Sotillo de la Adrada        | 17099 Av. Portugal-Est. Móstoles Central (N.º 24) (dirección Navalcarnero) | Interbus      |
| 546                                                   | Rozas de Puerto Real - Casillas           | 17099 Av. Portugal-Est. Móstoles Central (N.º 24) (dirección Navalcarnero) | Interbus      |
| 547                                                   | Villa del Prado - Almorox - Aldea en Cabo | 17099 Av. Portugal-Est. Móstoles Central (N.º 24) (dirección Navalcarnero) | Interbus      |
| 548                                                   | Aldea del Fresno - Calalberche            | 17099 Av. Portugal-Est. Móstoles Central (N.º 24) (dirección Navalcarnero) | Interbus      |
| Nocturnos                                             |                                           |                                                                            |               |
| Autobuses pasantes en la estación de Móstoles Central |                                           |                                                                            |               |
| Línea                                                 | Destino                                   | Parada                                                                     | Operador      |
| N501                                                  | Móstoles                                  | 17099 Av. Portugal-Est. Móstoles Central (N.º 24) (dirección Navalcarnero) | Arriva Madrid |
| N505                                                  | Navalcarnero - El Álamo                   | 17099 Av. Portugal-Est. Móstoles Central (N.º 24) (dirección Navalcarnero) | Arriva Madrid |
| N501                                                  | Alcorcón - Madrid (Príncipe Pío)          | 19275 Av. Portugal-Est. Móstoles Central (s/n)                             | Arriva Madrid |
| N505                                                  | Madrid (Príncipe Pío)                     | 19275 Av. Portugal-Est. Móstoles Central (s/n)                             | Arriva Madrid |